# Iakiv Șah
Iakiv (Kostiantîn) Șah (în ucraineană Яків (Костянтин) Шах, în poloneză Jakub Szach, în rusă Яков (Константин) Шах; n. ? – d. ?, Kaniv, regiunea Cerkasî, azi în Ucraina) a fost un lider militar și politic cazac, hatman al cazacilor zaporojeni în perioada 1576–1578 sau 1577—1579, precum și pretendent la tronul Moldovei. 

## Biografie
Istoricul polonez Marcin Bielski scrie în Cronica Poloniei (Kronika Polska) că liderul cazacilor Iakiv Șah a condus un detașament de cazaci în serviciului guvernatorului de Kiev, cneazul Constantin Ostrogski. Detașamentul condus de Iakiv Șah l-a atacat pe Nipru în anii 1576–1577 pe ambasadorul tătar, care se întorcea de la o întrevedere de la Moscova cu țarul rus, ceea ce a provocat o serie de invazii tătare în Volînia.
În 1577 a luat parte împreună cu un detașament de 600 de cazaci (după alte surse, detașamentul avea doar 330 de cazaci) la expediția în Moldova a prietenului său Ioan Potcoavă, alungându-l pe domnul Petru Șchiopul și proclamându-l pe Potcoavă ca domn al Moldovei. Noul domn l-a numit pe Șah ca hatman al Moldovei. La scurtă vreme, Petru Șchiopul a revenit cu o armată puternică de munteni, tătari din Bugeac și turci din Dobrogea, recâștigându-și tronul după Bătălia din satul Docolina în care cazacii lui Șah au luptat vitejește. Hatmanul Șah l-a sprijinit apoi pe Alexandru, fratele lui Ioan Potcoavă.
El a condus campanii militare împotriva Hanatului Crimeii și Turciei și a luptat cu polonezii. În urma unei serii de conflicte cu autoritățile, Iakiv Șah a fost arestat și închis de polonezi într-o mănăstire ortodoxă din Kaniv lângă Kiev, unde a murit.